# Association belge de documentation
Pour les articles homonymes, voir ABD.
L'Association belge de documentation, en néerlandais Belgische Vereniging voor Documentatie, en abrégé ABD-BVD, est une association professionnelle bilingue active en Belgique dans le domaine des sciences de l'information et de la documentation. Son siège social se trouve à Bruxelles, en Belgique. 
Créée en 1947, elle est la seule association nationale regroupant les professionnels de l'information et de la documentation, tant francophones que néerlandophones. Elle ne bénéficie d'aucun subside. Elle a pour objectifs d'étudier et de promouvoir les métiers de l'information et de la documentation, d'informer ses membres sur les techniques et méthodes de gestion de l'information, de créer un réseau entre les professionnels afin de partager les expériences, de former ses membres et de défendre les intérêts de ceux-ci aux niveaux fédéral, européen et international.
À la fin de l'exercice 2019, elle rassemblait 492 membres.

## Activités
L'ABD-BVD organise diverses activités, dont une journée d'études annuelle appelée Inforum, des réunions de formation continuée sous le nom de Doc'Moment (autrefois appelées Réunions mensuelles) et des rencontres avec des prestataires commerciaux, les Ateliers. L'ABD-BVD décerne également un prix récompensant un travail de fin d'études dans le domaine de l'information et de la documentation. L'association publie aussi le trimestriel Cahiers de la documentation. 

### Inforum
Depuis 1996, l'ABD-BVD est l'organisatrice d'une journée de conférence annuelle, l'« Inforum », qui rassemble la communauté belge des professionnels de l'information autour d'un thème abordant des préoccupations auxquelles les professionnels sont confrontés au quotidien.
Chronologiquement, les éditions précédentes ont abordé les thèmes suivants :
- 2004 "Quelles compétences pour l'I&D ?" sur l'émergence des nouveaux profils des métiers de la documentation[6]
- 2008, "Inforum 2008" sur les bonnes pratiques en information et documentation[7],
- 2009, "I&D : it's all about people" sur les besoins d'information des usagers[8],
- 2011, "I&D : for Dummies ???" sur aux nouveaux outils de la communication[9],[10],
- 2012, "Copyright versus copywrong" concernant le droit d'auteur et la question de propriété intellectuelle au regard des évolutions technologiques[11],
- 2013, "Infoverload : (no) surcharge to pay" abordant le thème de l'infobésité [12],
- 2015, "The I&D puzzle" sur la dématérialisation et ses conséquences en 2015[13],
- 2016, "In information we trust!" interrogeant sur la fiabilité de l'information [14],[5],
- 2017, "Changing publics, changing services" à la mutation des publics et de l'évolution de la fonction documentaire[15]
- 2018, "We manage everything" sur la place de l'information et de la donnée au sein de la société[16]
- 2019, "Stronger together" sur les pratiques collaboratives en I&D[17]
- 2020, annulé
- 2021, "W@W Well-being @ Work" sur le bien-être au travail des spécialistes de l'information[18]
- 2022, "It's all about data" sur les données de la recherche dans le milieu scientifique
- 2023, "Diversity Challenges & Opportunities" sur la diversité des pratiques et des compétences en bibliothèques[19]

Traditionnellement, c'est également le jour de la remise du Prix ABD-BVD qui récompense un travail de fin d'études inédit dans le domaine des sciences de l'information et de la documentation. Le prix, décerné à l'issue d'un concours, est proposé aux étudiants issus de l'enseignement supérieur en sciences de l'information tous cycles et établissements confondus.

### Publication
Depuis sa création, l'ABD-BVD publie aussi la revue Cahiers de la documentation / Bladen voor documentatie  (ISSN 0007-9804). Ce trimestriel rassemble des articles en français, néerlandais ou anglais, d'auteurs belges et étrangers, sous le contrôle d'un comité de publication. En septembre 2009, les articles publiés depuis 1999 ont été mis librement en ligne avec un délai d'une année par rapport à la publication sur papier.

### Conférences
En collaboration avec les écoles supérieures de formation de bibliothécaires-documentalistes, l'ABD-BVD organise occasionnellement des conférences avec la participation de conférenciers étrangers,.

### Relations extérieures
Depuis sa création, l'ABD-BVD entretient de nombreuses relations avec les associations-sœurs nationales (AABF, APBFB, VVBAD) et européennes (ADBS, ALBAD, BIS, KNVI (nl)). Au niveau international, l'association est membre d'EBLIDA, le Bureau européen des associations de bibliothèques, de l'information et de la documentation.

## Activités passées
Depuis sa création, l’Association Belge de Documentation s’est illustrée au travers de quelques réalisations et participations importantes dans le domaine documentaire :

### sur le plan national
- Participation à l’édition abrégée trilingue de la Classification décimale universelle (Beuth Vertrieb / British Standards Institution, 1958)[25].
- Création d’un Comité 'Industrie' regroupant 80 centres de documentation spécialisés (1963)[26].
- Initiation, sous la conduite un groupe de travail « Formation professionnelle », d’une licence universitaire en infodoc à l’Université libre de Bruxelles (1976)[27].
- Constitution d'un catalogue collectif des périodiques, qui reprend des titres répartis dans plus de 50 bibliothèques privées belges (1983)[28].
- Constitution d'un Groupe de travail « Formation des utilisateurs », créé à l'Université de Liège par plusieurs membres de l'association (1989)[29]; ce groupe de travail sera relayé ensuite par le Groupe EduDOC, constitué en ASBL le 28 janvier 1999[30], et dissous en 2010[31].

### sur le plan international
Au travers de l’European Council of Information Associations (ECIA), dont elle fut un des membres fondateurs, l’ABD-BVD s’est notamment impliquée :
- dans le projet CertiDOC, le processus de certification européenne des compétences des professionnels de l’information-documentation[32];
- dans la rédaction et la mise à jour de l' Euroréférentiel des compétences[33];
- dans l’élaboration d’un code de déontologie des professionnels de l'infodoc : les Principes éthiques des professionnels de l'information et de la documentation[34].